# NY5型内燃机车
NY5型柴油机车是西德亨舍尔公司为中国铁路设计制造的液力传动柴油机车车型之一，总共四台机车于1967年交付使用，全部配属北京铁路局北京内燃机务段，引进目的是为了借鉴西德在液力传动方面的先进技术。NY5型柴油机车是在德国联邦铁路V320型柴油机车基础上，根据中国方面订货要求而设计的客货运通用液力传动柴油机车，工况齿轮箱的传动齿轮比可根据运用需要进行设置，使机车具有160公里/小时和120公里/小时两种最高速度，分别用于客运和货运用途。机车设有两套相同而有独立的动力传动机组，车上装有两台戴姆勒-奔驰MB 839 Bb型高速柴油机，以及两台福伊特L830rU型液力变速箱，机车名义功率为4000马力，最大运用功率为3400马力。

## 发展历史

### 开发背景

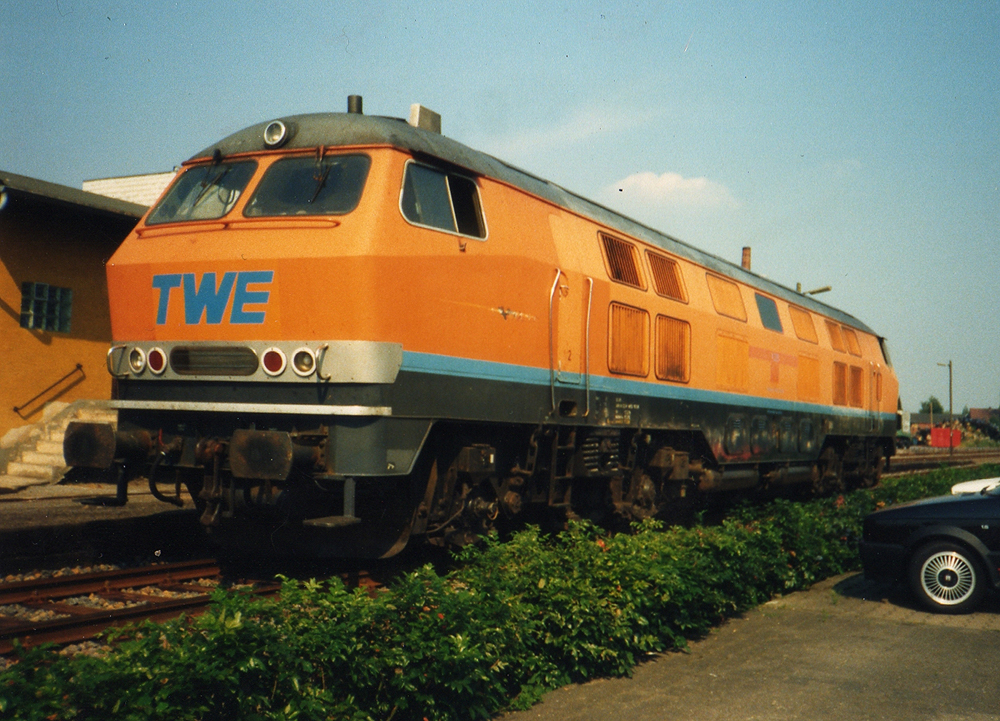
NY5型柴油机车的技术原型——德国联邦铁路V320型柴油机车

1960年代，为了增加列车牵引重量和提高行车速度，柴油机车单机功率伴随着技术发展而不断提高。1961年，美国向西德订购的ML4000 C'C'型液力传动柴油机车投入运用，从此掀开了4000马力等级及以上大功率柴油机车的发展序幕。正当大功率液力传动柴油机车已经问世的时候，电力传动柴油机车还仍然采用直流传动方式，但受到直流发电机的换向条件和尺寸重量限制，直流传动柴油机车的单机功率一般都不超过3000马力，因此相较之下液力传动方式在当时占有明显优势。1960年代初至1970年代初，这段时期是大功率液力传动柴油机车的发展高峰，西德、美国、苏联、法国等国家均致力于提高柴油机和液力传动装置的功率，并曾经设计制造了十多种4000马力或以上的液力传动柴油机车。

### 引进过程
为了引进西德的液力传动先进技术，中国早于1961年已经开始与西德的机车车辆制造企业接触，就引进大功率液力传动柴油机车的计划进行磋商，并派员赴西欧多国对柴油机、液力传动装置、柴油机车进行选型考察。亨舍尔、克虏伯、克劳斯-玛菲、斯默林-格拉茨-鲍克尔等著名机车制造商，都曾经向中国推荐过多种大功率柴油机车的技术方案。1965年12月，经过比较和参考德国联邦铁路液力传动柴油机车的使用情况后，中国技术进出口总公司与西德亨舍尔公司正式签订总值约合250万美元的外贸合同，引进四台以德国联邦铁路V320型柴油机车为基础、根据中国方面订货要求而设计的4000马力液力传动柴油机车，作为自主研制大马力液力传动柴油机车的技术样板。
在东西方对峙持续升温的冷战时期，西方国家对华技术输出不免触动美国的神经，而且当时拥有亨舍尔公司49%股份的美资摩根担保信托公司，亦可能愿意为这笔交易安排融资。根据已解密外交档案显示，美国财政部最早在1963年5月已经开始评估这一交易的影响，但这时华府内部已经逐渐形成了一个共识，认为如果继续向美国公司的盟友和国外子公司施加压力、要求严格控制对华贸易，这在政治上和经济上都是徒劳的，因此华府没有试图阻止亨舍尔向中国出售铁路机车。
这种4000马力液力传动柴油机车采用双机组设计，机车上设有两套相同的动力传动装置，并选用戴姆勒-奔驰MB 839 Bb型高速柴油机和福伊特L830rU型液力传动装置，机车还设有工况齿轮机构，当作为客运机车时的最高速度为160公里/小时，作为货运机车时的最高速度为120公里/小时。该型机车在中国国内被定型为NY5型柴油机车，其中“N”代表内燃机车、“Y”代表液力传动，机车编号为0001～0004。该型机车由位于德国黑森州卡塞尔的亨舍尔机车工厂组装，在亨舍尔公司的内部设计代号为DHG 4000，机车生产序号为31.196～31.199。1966年底，NY5型柴油机车出厂后在巴伐利亚州境内的纽伦堡－班贝格铁路（班贝格至福希海姆区段）完成了高速运行试验（该区段是德国联邦铁路第一个时速200公里的高速试验区段），最高速度达160公里/小时。机车完成出厂验收试验后在汉堡港分两批装船启运。

### 运用历史
1967年初，四台NY5型柴油机车相继运抵中国，配属北京铁路局北京内燃机务段，同年3月正式投入运用。1967年5月4日至6日，NY5型0003号机车在京山铁路和沈山铁路进行了高速试运行，试验列车由13节车辆组成，其中包括一节动力学试验车和一节轨道检测车；北京至沈阳之间全程840余公里，试验列车的运行时间仅为8小时50分钟，较当时京沈之间最快的11/12次特快列车缩短超过2小时，最高试验速度达157公里/小时，全程平均运行速度达100公里/小时。1968年夏季，为了消化吸收西德的液力传动技术，铁道部工厂总局安排有关单位在四方机车车辆厂内，对NY5型柴油机车所使用的福伊特L830rU型液力传动装置和KB510型液力制动器进行测绘。
NY5型机车投入运用以后由于性能表现良好，同时为了缓解缺乏大功率柴油机车的局面，中国于1970年决定再次向亨舍尔公司订购一批功率更大的液力传动柴油机车，包括装用MTU 16V 652 TB10型柴油机的NY6型柴油机车（4600马力），以及装用MTU 12V 956 SB10型柴油机、号称当时世界上单机功率最大液力传动柴油机车的NY7型柴油机车（5400马力），这三种车型被机务部门昵称为“大马力”。1970年代，“大马力”机车主要担当京包铁路北京至张家口、京山铁路北京至山海关、京广铁路北京至安阳区段的旅客列车牵引任务。1970年代后期开始，随着北京内燃机务段增配北京型柴油机车，“大马力”机车改为担当京包铁路、京承铁路、京原铁路、丰沙铁路等北京周边山区铁路干线的客运牵引任务，其中NY5型机车主要用于牵引丰沙铁路北京至张家口区段的旅客列车。
“大马力”机车拥有当时国际上最为先进的液力传动技术，对中国的液力传动柴油机车发展具有重要的促进作用，中国从中吸收了变扭器叶型、端面齿轮连接、万向轴和轴承等方面的设计制造技术，使国产液力传动装置的性能和可靠性得到大幅提升，并且被应用于北京型、东方红3型、东方红4型等国产机车，特别是采用单机组传动系统的北京型柴油机车，其液力变扭器效率和轮周效率均已达到了世界先进水平。“大马力”系列机车一直以极高的安全可靠性而备受机务部门赞誉，根据1980年北京内燃机务段液力传动机车使用情况的数字统计，“大马力”机车的每十万公里机破件数、临修件数、机车不良率均优于国产的东方红3型、北京型机车，零部件检修周期亦一般比国产机车长约五倍，而配件的磨耗和更换率也相对较低。
“大马力”系列机车从投入运用开始，由于没有工厂能够承接大修任务，机车一切修程都由北京内燃机务段承包，段修范围有些方面甚至已扩大到厂修的范围，例如柴油机机体的曲轴主轴瓦孔的涂镀与镗孔等，但还有些问题是段方无能力解决的，有些重要零部件长期得不到维修保养，对机车运行构成安全隐患。例如因为没有合适的退轮设备，车轮大修问题一直未能彻底解决。国产机车一般走行60～70万公里就需要入厂大修，而许多“大马力”机车的走行里程已超过300万公里，但轮对仍然没有正常进行厂修。除此之外，对于进口机车而言，配件供应往往决定机车使用寿命，但国家每年分配用于进口配件的外汇款额非常有限，进口配件的价格逐年上涨，而且某些配件在国外已停止生产，因此配件供应亦是长期困扰着“大马力”系列机车的另一个问题。早在1967年，北京内燃机务段就开始尝试用国产配件代替部分进口配件，例如选用上海汽车配件厂生产的燃油滤清器滤芯取代西德进口的原厂产品。1980年代起，气缸套、预燃室、主轴瓦等亦开始采用国产配件。
1986年，由于轮对长达二十年没有大修，加上配件严重缺损等原因，NY5型0002号、NY5型0004号机车经由铁道部批准报废，两台机车报废时已分别走行325万和324万公里，车上的零部件用于维修其他“大马力”机车。1987年11月，NY5型0004号机车的转向架经过改造后，改装于正在进行架修的NY7型023号机车。余下的NY5型0001号、0003号机车也于1990年代初先后报废。

## 技术特点

### 总体布置

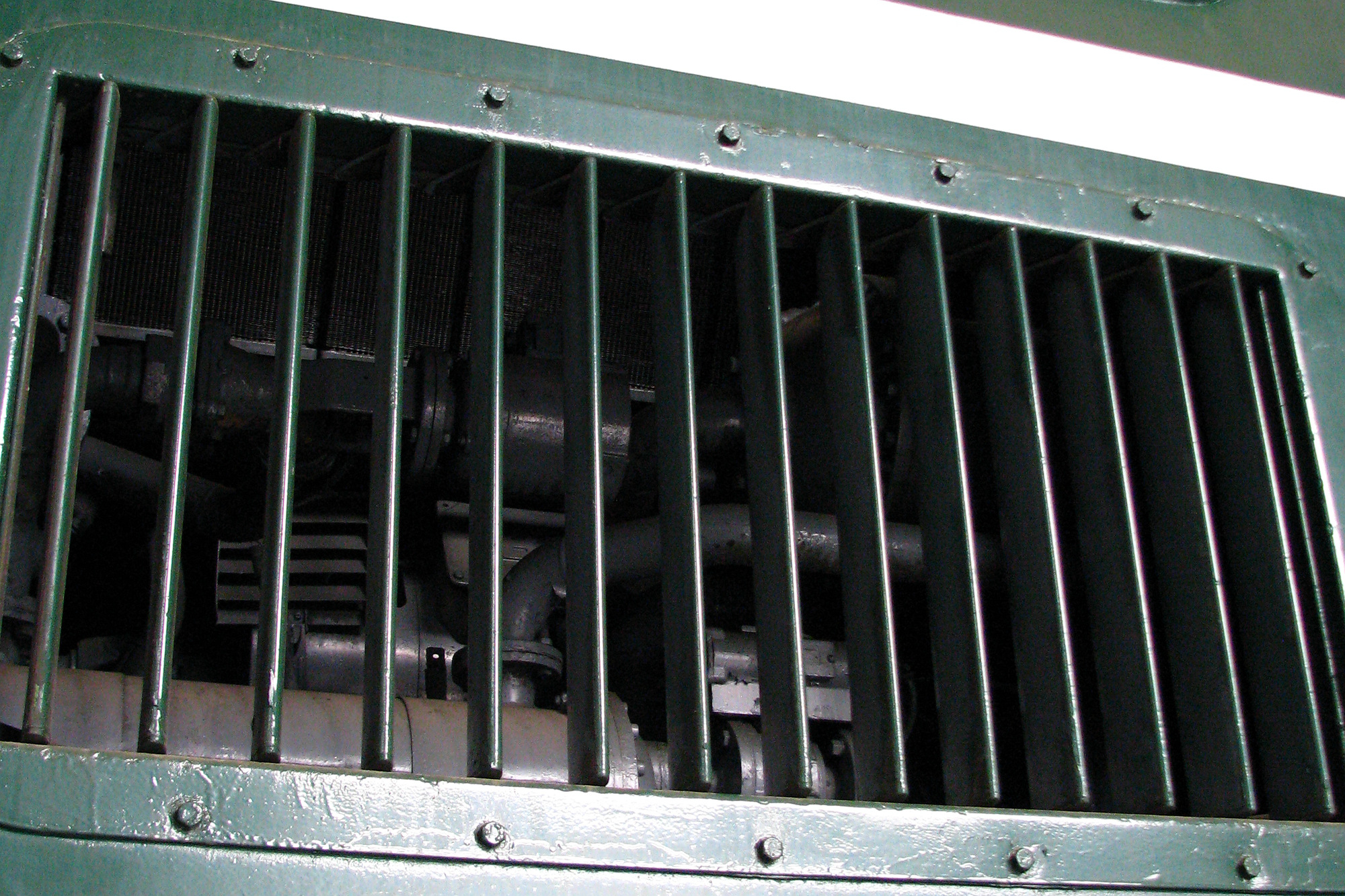
通过通风百叶窗口窥探传动冷却室内部，可见上方的散热器和下方的液力变速箱及启动电机

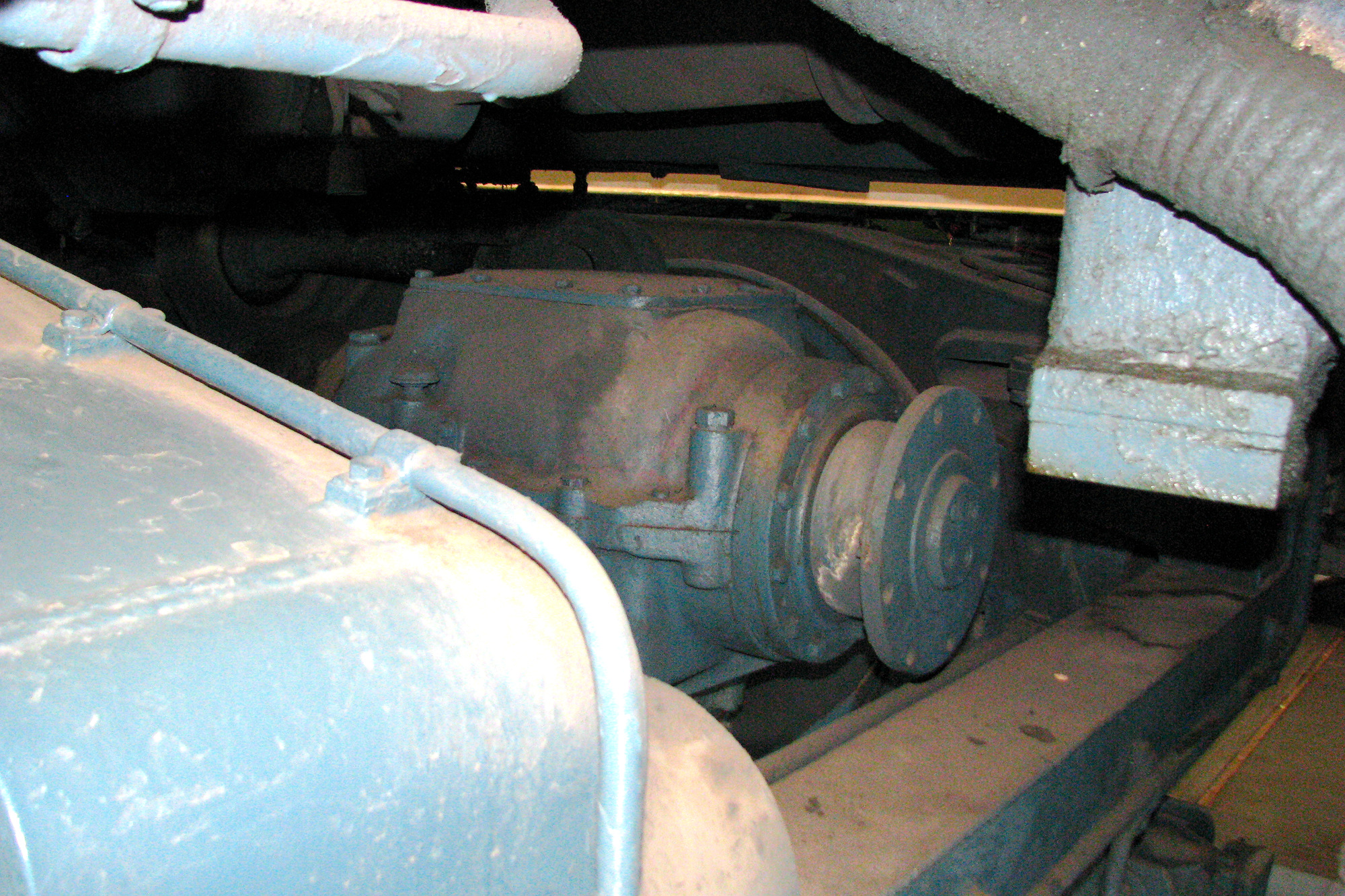
NY5型柴油机车使用的亨舍尔ATV 22S型车轴齿轮箱

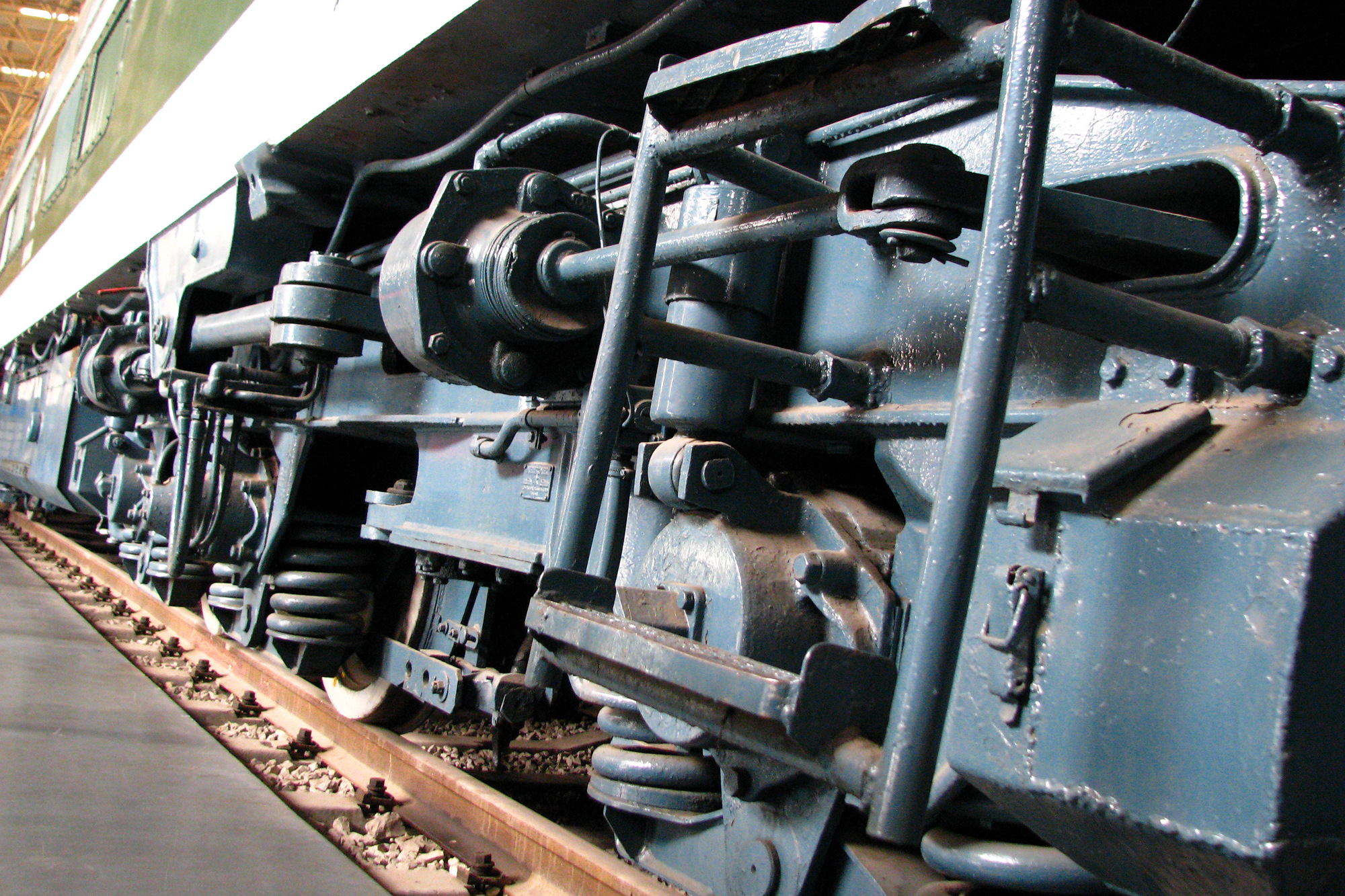
NY5型柴油机车的三轴转向架

NY5型柴油机车是4000马力干线客货两用液力传动柴油机车，机车采用全钢焊接结构的框架承载式车体，焊接在一起的车体和车架共同构成一个刚性的整体承载结构。车底架长度为21,500毫米，转向架中心间距为12,300毫米，车钩中心线间距为23,110毫米，车架两端设有装有排障器、自动车钩和车钩缓冲器。车体部分用轻型钢结构制成，并在外部敷以薄钢板作为蒙皮。机车采用双端司机室、双侧对称结构的布置，可根据行车方向由机车任一端司机室操纵机车，但由于未考虑到机车运行过程中对动力室的巡检，两端司机室仅用单侧通道相连。车内设备布局采用双机组对称布置，装有两套相同而独立的动力传动机组，每套机组包括一台柴油机及传动装置，可以根据需要使用其中任何一套或两套同时工作。车体内部从前端至后端分为第一司机室、第一动力室、传动冷却室、第二动力室、第二司机室等五个部分。
司机室内设有正副司机操纵台、电气控制柜、空气制动阀、手制动器手轮等设备。两个动力室各装有一台柴油机，以及燃油及机油的输送和加热等配套设备。第一动力室内装有一台电动的主空气压缩机，另外还设有一台辅助柴油机，用于驱动辅助空气压缩机和辅助发电机；第二动力室内还设有一台预热锅炉。当机车长时间停车待机时，由辅助柴油机供应辅助电源和压缩空气，避免主柴油机在无负荷情况下长时间运转，并且有效节省燃油消耗。传动冷却室内下部的车架上装有两组液力传动装置，每组液力传动装置各自设有辅助输出轴，并通过弹性联轴节驱动起动发电机和静液压泵。NY5型柴油机车设有两套彼此独立的冷却水系统，两套V型结构的散热器组设置在传动装置上方，每组铜质管片式散热器由28个冷却单节组成，散热器元件采用德国著名冷却设备制造商贝洱公司（Behr）的产品。每组散热器各设有两台轴流式冷却风扇，分别为柴油机主循环系统和中冷器次循环系统冷却。冷却空气从车体侧墙上的通风百叶窗口吸入，流经散热器和吸收热量之后从车顶排出。车体下方两台转向架之间的空间，吊挂着一个容量为7700升的燃油箱、两个总风缸和蓄电池组。

### 柴油机
NY5型柴油机车装用两台由戴姆勒-奔驰公司制造的MB 839 Bb型柴油机，该型柴油机是在MB 820型柴油机基础上发展而来的四冲程、16气缸、V型结构、预燃室式、废气涡轮增压、中间冷却的高速柴油机，气缸内径为190毫米，活塞行程为230毫米，气缸夹角为45°，UIC标定功率为2,000马力，装车功率为1,700马力，标定转速为每分钟1,450转。在V型夹角上面布置着两台勃朗-包维利公司（BBC）制造的VTR 250型涡轮增压器，每台增压器旁边还设有用于冷却增压空气的中冷器，其排气管与柴油机进气管相连。柴油机采用整体铸铁机体、特种铸铁湿式气缸套、整体铝合金非油冷活塞、合金钢整体锻造曲轴、单体式铸铁气缸盖、叉形连杆组、硅油减震器。除了出口中国的NY5型柴油机车外，MB 839系列柴油机还大量装用于德国联邦铁路的V160、V162型单机组液力传动柴油机车，以及V320型双机组液力传动柴油机车。

### 传动系统
NY5型柴油机车是采用双机组设计的液力传动柴油机车，车上裝有兩套相同而又互相獨立的动力传动机組，分别驱动兩台三轴转向架。液力传动系统包括液力变速箱、分配齿轮箱、车轴齿轮箱、中间支承、万向轴等部分组成。液力变速箱的安装位置靠近车体中部，而柴油机则安装在司机室之后，分配齿轮箱安装在转向架构架上。柴油机输出的功率经第一万向轴传给液力变速箱，然后从液力变速箱输出的扭矩经第二万向轴、中间支承装置、第三万向轴传入分配齿轮箱，最后从分配齿轮箱经过第四、第五、第六万向轴分别传给前后三个车轴齿轮箱。分配齿轮箱（工况齿轮箱）内有两对传动比分别为0.85和1.12的齿轮，通过调换齿轮对以满足客运（最高速度160公里/小时）或货运（最高速度120公里/小时）用途。
NY5型柴油机车采用多循环圆结构型式的福伊特L830rU型液力变速箱，变速箱内装有三个结构参数不同的液力变扭器，包括一个起动变扭器、两个运转变扭器、一对换向齿轮和两个液力制动耦合器。起动变扭器和第一运转变扭器为双级离心式涡轮、第二运转变扭器为单级离心式涡轮，三个变扭器的高效区互相衔接，利用充排油自动接入或退出工作来实现自动换挡，并共用一对齿轮输出。当额定输入转速为每分钟1450转时，液力变速箱最大使用功率为1800马力。换向机构采用带有变扭器微量充油功能的风动齿轮离合器。传动装置并设有KB510型液力制动器。

### 转向架
机车走行部为两台三轴转向架，构架采用钢板焊接箱型结构，车轴轴箱采用导框式定位，并装有锥形橡胶轴端缓冲装置。每台转向架侧梁上设有两个油浴式摩擦旁承，车体重量便通过四点旁承支承在转向架上。机车设有二系悬挂装置，一系悬挂为轴箱两侧的螺旋弹簧，以及并联的垂向油压减震器。二系悬挂为车体和旁承装置之间的螺旋弹簧组，车体和转向架之间亦有横向油压减震器。靠近车体中部的两个轮对之间还设有均衡梁。牽引力和制动力通过车体和转向架间的中心低位牵引拉杆传递。机车采用克诺尔空气制动机，每个轮对设有一个制动缸，施行双侧闸瓦制动。

## 车辆保存
NY5型0003号机车：于1967年配属北京铁路局北京内燃机务段，于1992年经铁道部电令批准退役报废，后封存于北京市延庆县境内的康庄蒸汽机车检修库。2003年9月，这台机车连同封存于该地的FD型1979号蒸汽机车、KD5型373号蒸汽机车、胜利3型152号蒸汽机车被送往南口机务段进行整修，整修后移交中国铁道博物馆机车车辆展厅展保存陈列，经鉴定后被评为国家二级文物。

## 参看
- 德国联邦铁路V320型柴油机车
- TG400型柴油机车
- NY6型内燃机车
- NY7型内燃机车
- 东方红1型内燃机车
- 东方红3型内燃机车
- 东方红4型柴油机车